# Équipement sportif
Ne doit pas être confondu avec Équipementier sportif ou Articles de sport.

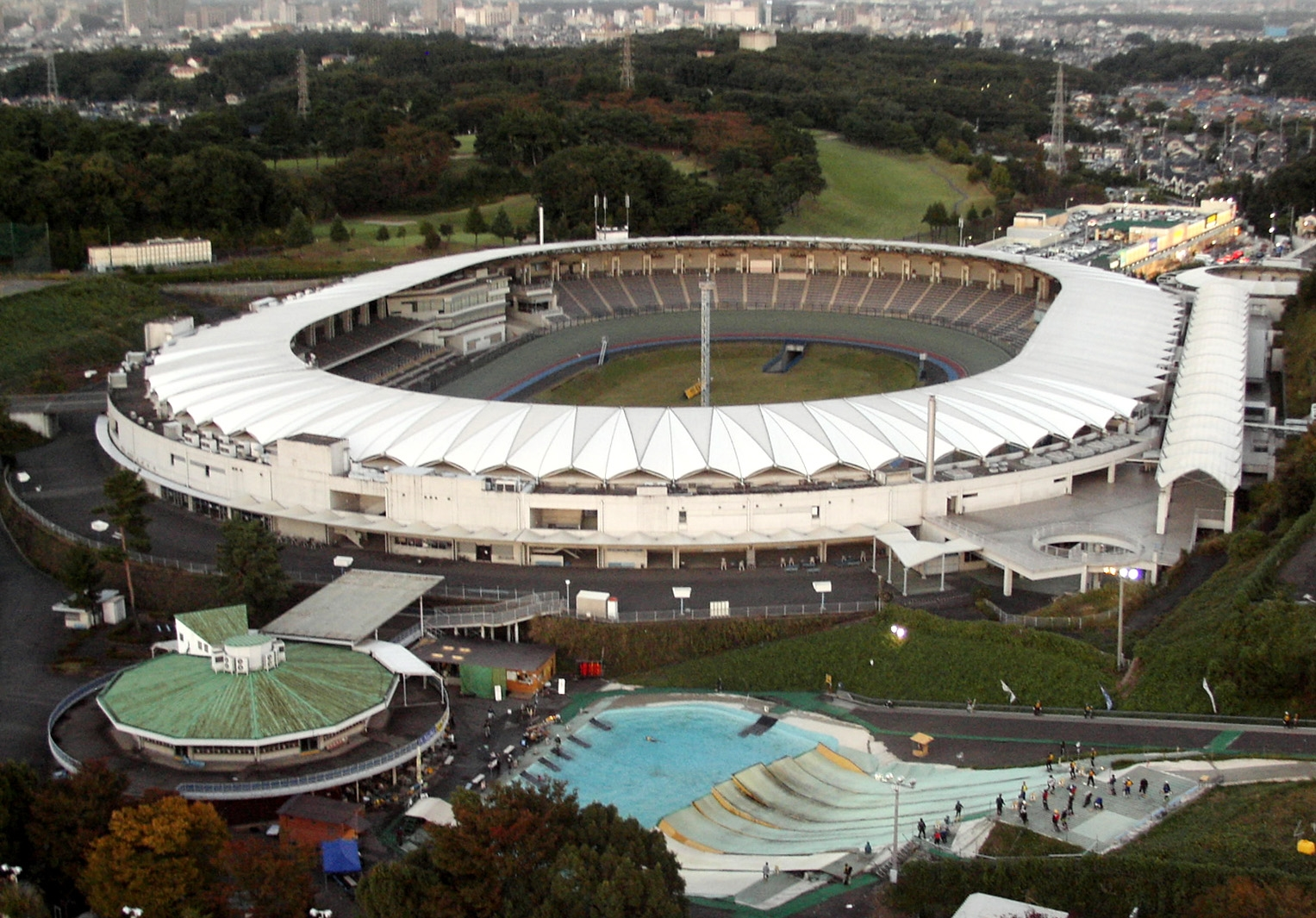
Le vélodrome Seibu-en de Tokorozawa, au Japon.

Un équipement sportif est un aménagement spatial ou une construction permettant la pratique d'un ou plusieurs sports. Le plus souvent ces équipements sont nommés terrain (football, handball, basket-ball, tambourin, etc.) mais ils portent parfois un nom spécifique. Cela peut aussi être le nom de la tenue portée par le sportif.
Au-delà des infrastructures, un équipement sportif peut également faire référence à tout objet étant utilisé dans la pratique d'un sport.

## Types d'équipements
- Les équipements couverts munis d'une grande salle ou d'une juxtaposition de salles.
- Les équipements couverts spécifiques (terrains de tennis).
- Les équipements de plein air.
- Les équipements hors sol (ex. : Paris Plages).
- Les sites détournés (mur d'escalade sur un viaduc).
- Les sites démontables, mutables.

Ils peuvent être réuni en un complexe sportif.

## Équipements et sports pratiqués
- Un stade (athlétisme, sports collectifs en extérieur).
- Un vélodrome (cyclisme sur piste).
- Une piste d'athlétisme (qui peut se trouver dans un stade organisé pour l'athlétisme).
- Une patinoire (hockey sur glace, patinage artistique).
- Un stade de football.
- Un court de tennis.
- Une piscine (natation, plongeon, water polo, « centres aquatiques »).
- Un boulodrome pour la pétanque.
- Un hippodrome pour les courses hippiques.
- Des arènes pour la tauromachie et la course camarguaise (ou course libre).
- Un skatepark pour le skateboard.
- Un dōjō pour les arts martiaux japonais.
- Un mur d'escalade.
- Un panier et un panneau de basket-ball.
- Un minigolf homologué qui permettra de jouer en loisir et en compétitions officielles.
- Un gymnase pour les sports en salle ; les gymnases de grande dimension sont le plus souvent nommés « palais des sports ».

Ainsi, tous ces équipements se complètent mais peuvent également se faire concurrence, notamment de par leur mode de gestion.

## Enjeux
- Concernant la pratique sportive et l'entretien, ce sont notamment des enjeux de santé, d'hygiène et de sécurité, d'accessibilité à l'entretien et de santé au travail pour les personnels (par exemple chroniquement exposés au chlore des piscines).
- Concernant la gestion des flux, les économies d'énergie et d'eau, il est possible de récupérer les eaux pluviales, de valorisation de l'énergie solaire, de créer des bâtiments passifs ou utilisant des alternatives de type géothermie, puits canadien, approches bioclimatiques, etc.).
- Concernant l'environnement et la soutenabilité et durabilité de l'installation, dans une perspective de développement soutenable souhaitée depuis les années 1990, et parfois de manière volontaire (chartes…) ou parfois de manière plus contraignante, sous l'effet d'avancées de la législation environnementale et/ou des demandes du comité olympique[1], les équipements sportifs tendent peu à peu à intégrer des critères de soutenabilité, dont en France avec notamment « l'Agenda 21 du sport français[2] » qui décline “l’Agenda 21 du CIO” en l'adaptant au contexte français. Dans ce cadre, le recyclage de l'eau et de certains déchets, la mobilité douce, l'usage de matériaux non toxiques et biodégradables sont encouragés et peuvent faire l'objet de certifications de qualité de type NF environnement et/ou HQE (concept qui diffuse peu à peu dans les milieux sportifs[3]. Après test sur 9 pilotes, et alors que la HQE (haute qualité environnementale) se développe dans plusieurs domaines du sport, une certification HQE peut depuis mi-2012 même être attribuée à des piscines et centres aquatiques via le label NF Équipements Sportifs–Démarche HQE[4].
- Concernant les coûts, ils peuvent être mutualisés ou optimisés par la domotique et la polyvalence de l'équipement.